# Fanni Kaplán
Fanni Yefímovna Kaplán (en ruso: Фанни Ефимовна Каплан; Volinia, hacia 1887-Moscú, 3 de septiembre de 1918), también conocida como Fania o Fanny Kaplán, fue una activista rusa del Partido Social-Revolucionario, autora del intento de asesinato de Vladímir Lenin el 30 de agosto de 1918.

## Comienzos
Muy poca información es clara respecto a los orígenes de Fanni Kaplán, nacida hacia 1887 en la región de Volinia, territorio en la frontera occidental del Imperio ruso (en lo que actualmente corresponde al noroeste de Ucrania).
Llamada originalmente Feiga Jaimova Roytblat-Kaplán (Фейга Хаимовна Ройтблат-Каплан en ruso) o Feiga Jaimova Roitman, afectuosamente también llamada Dora, Kaplán nació en el seno de una familia judía, en la cual ella era una de ocho hermanos. Su padre era maestro en la escuela judía local. Se educó en su casa y pronto dejó el hogar familiar para comenzar a trabajar en una fábrica en Odesa.

## Vida revolucionaria
Se convirtió en revolucionaria a una edad temprana, a menudo se le suele mencionar cono anarquista, pero lo cierto es que formó parte de un grupo socialista, el Partido Social-Revolucionario. En diciembre de 1906, Kaplán participó en el atentado fallido en contra de la vida del gobernador de Kiev junto con dos compañeros anarquistas. Para entonces había cambiado su apellido al de Kaplán. Fue arrestada y condenada de por vida a un campo de trabajo kátorga, en Akatúy, Siberia, por la muerte de una sirvienta en la explosión en su hotel que frustró el atentado.
Entre 1908 y 1912 estuvo en la prisión de Máltsev, en Siberia, donde eran enviadas las revolucionarias y terroristas condenadas. Allí estaba encarcelada, pero libre de trabajos forzados como el resto de reclusas, junto con otras sesenta mujeres, socialistas y anarquistas, que dedicaban el tiempo de la pena a formarse políticamente.
A pesar del régimen relativamente liberal de la prisión, el encierro solía afectar a los reclusos, física y mentalmente. Fania comenzó a sufrir de migrañas recurrentes y en 1909 quedó temporalmente ciega. Desesperada, intentó suicidarse, pero sus compañeras de prisión le impidieron darse muerte, aprendiendo a valerse por sí misma y a leer en braille. En 1912, ciega, fue trasladada a la prisión de Akatúy. Gracias a la intercesión de un médico de la prisión comenzó a ser tratada y recuperó parte de la visión entre 1912 y 1913. Tras los tratamientos regresó a la prisión de Akatúy hasta 1917.

## La revolución

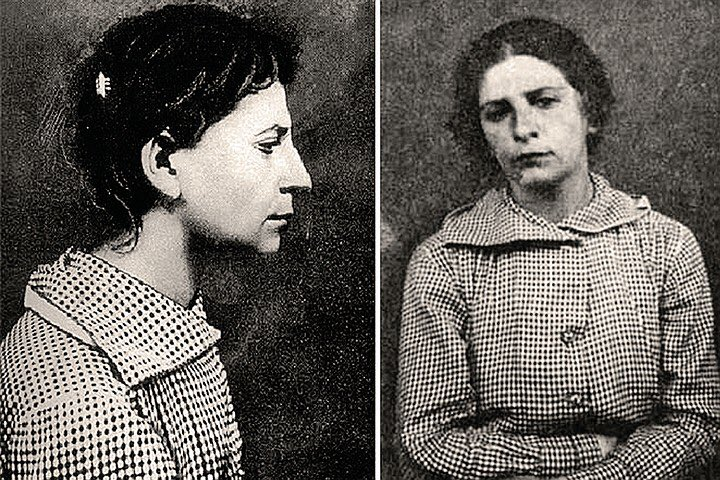
Fanni Kaplán en 1918.

Fue liberada cuando la Revolución de Febrero acabó con el gobierno imperial. Kaplán era una de las diez presas liberadas gracias a la amnistía promulgada por el nuevo Gobierno Provisional Ruso. Su grupo de reclusas, que había desarrollado una amistad estrecha, regresó a la Rusia europea. En abril de 1917 se instaló con una excompañera de presidio en Moscú, partiendo a Crimea al mes siguiente para seguir tratamiento médico. Dos meses más tarde se trasladó a Járkov para seguir la cura de su ceguera.
Tras la Revolución de Octubre, Kaplán acabaría desilusionada con Lenin a causa del conflicto entre los social-revolucionarios y el partido bolchevique. Tras la revolución, mal vista esta por Kaplán, se trasladó a Simferópol, donde se había formado un gobierno rival al bolchevique por otras facciones socialistas, encontrando un trabajo bien remunerado en la administración municipal. En enero de 1918 los bolcheviques se hicieron con el control de la ciudad y disolvieron sus instituciones al mes siguiente, quedando Kaplán desempleada. Decidida a retornar al terrorismo político, regresó a Moscú, sin tratar de encontrar un nuevo empleo. Sus actividades entre marzo y septiembre de 1918 se desconocen.
El Partido Socialrevolucionario tenía un fuerte apoyo entre los soviets, a los que Lenin había calificado en su libro de 1917 El Estado y la Revolución como el único camino hacia el gobierno postrevolucionario; sin embargo, en las elecciones a la Asamblea Constituyente de noviembre de 1917, los bolcheviques no pudieron obtener mayoría absoluta, mientras que un social-revolucionario fue nombrado presidente en enero de 1918. Los bolcheviques, favoreciendo a los soviets, ordenaron la disolución de la Asamblea. Durante los siguientes meses, los enfrentamientos entre socialistas y bolcheviques llevaron a la ilegalización de todos los partidos excepto el gubernamental. Kaplán decidió entonces asesinar a Lenin.

## El atentado contra Lenin

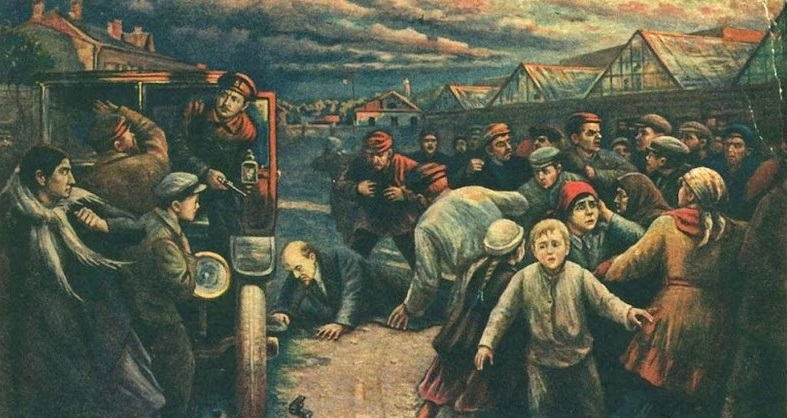
El atentado a Lenin, obra de Vladimir Pchelin.

La tarde del 30 de agosto de 1918 Lenin había pronunciado un discurso en una fábrica de armamento de Moscú. Cuando salió del edificio, y antes de que pudiera entrar en su coche, Kaplán le gritó. Al girarse, ella le disparó tres tiros: uno atravesó el abrigo de Lenin, hiriendo a una mujer, mientras que los otros dos le alcanzaron el hombro y el pulmón izquierdos, respectivamente. No se pudo identificar testigos que aseguraran que fue Kaplán quien disparó contra Lenin. La oscuridad en el patio de la fábrica, la multitud presente y lo inesperado del ataque hicieron imposible la identificación fidedigna del asaltante, a pesar de la declaración poco fiable de algunos de los presentes durante la posterior investigación.

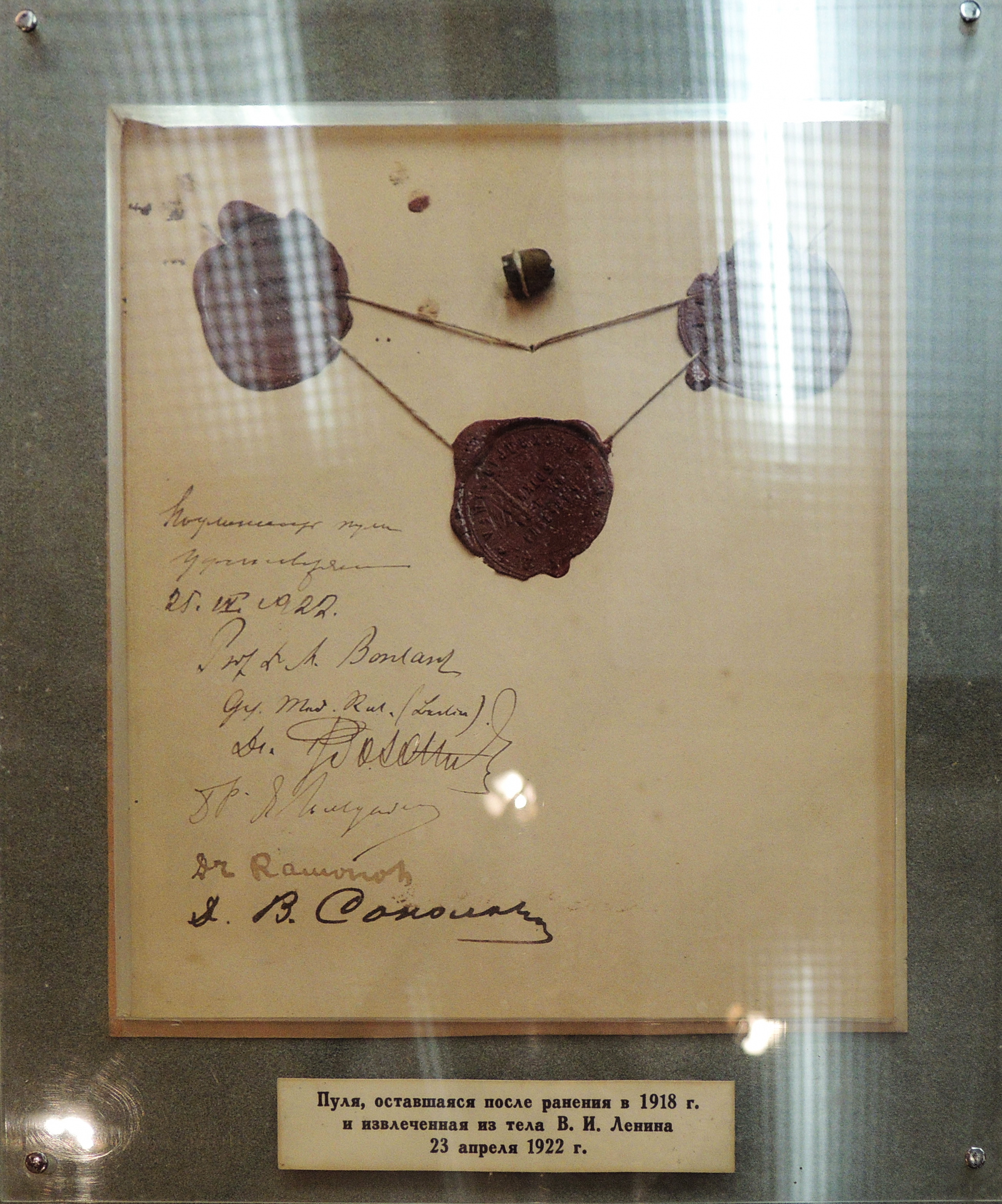
Una de las balas recuperadas del cuerpo de Lenin.

Lenin fue inmediatamente trasladado a sus aposentos del Kremlin. Temía que hubiese otros conspiradores tramando su asesinato y se negó a salir para recibir atención médica, por lo que esta se le proporcionó en la misma estancia. Sin embargo, los médicos fueron incapaces de extraer las balas. Pese a la gravedad de las heridas, Lenin sobrevivió, permitiéndosele seguir su convalecencia en las afueras de Moscú, a donde fue trasladado el 25 de septiembre de 1918. Se había salvado de morir por el disparo en el cuello al girarse cuando le disparaban. No obstante, su estado de salud nunca se recuperaría del ataque y se cree que el atentado influyó a la larga en los posteriores infartos que le incapacitaron y acabaron con su vida.
Kaplán fue encarcelada e interrogada por la Cheka. En su primer interrogatorio únicamente chilló nerviosa que había disparado a Lenin, pero se negó a decir nada más y a firmar su declaración, siendo trasladada a continuación a la cárcel de Lubianka. Interrogada por altos funcionarios del gobierno, se negó a aportar más datos sobre su persona o sobre el ataque. Los investigadores de la Cheka no lograron encontrar el arma usada en el asalto y sólo tras el cierre de la investigación el 2 de septiembre de 1918 se anunció la entrega de una pistola, que no se pudo asegurar que fuese la usada en el atentado. No se usó esta como prueba contra Kaplán, quien fue ejecutada (oficialmente el 3 de septiembre de 1918). En 1958 el comandante del Kremlin en 1918, Pável Malkov, confesó haber ejecutado a Kaplán el 3 de septiembre de aquel año en el patio del edificio por orden de Yákov Sverdlov.
Su confesión fue escueta: 

«Mi nombre es Fanya Kaplán. Hoy disparé a Lenin. Lo hice con mis propios medios. No diré quién me proporcionó la pistola. No daré ningún detalle. Tomé la decisión de matar a Lenin hace ya mucho tiempo. Lo considero un traidor a la Revolución. Estuve exiliada en Akatúy por participar en el intento de asesinato de un funcionario zarista en Kiev. Permanecí once años en régimen de trabajos forzados. Tras la Revolución fui liberada. Aprobé la Asamblea Constituyente y sigo apoyándola».[cita requerida]

## Consecuencias del atentado
El mismo día del atentado contra Lenin, Moiséi Uritski, Comisario del Pueblo para Asuntos Internos en la región Norte y jefe de la Cheka de Petrogrado, fue asesinado. Se trataba de un intento insurreccional de los Social-Revolucionarios para derrocar al gobierno de los sóviets, en pleno apogeo de la Guerra Civil. Pocas horas después del intento de Kaplán, se emitió un decreto oficial, el cual fue el llamamiento a un «terror masivo y despiadado contra todos los enemigos de la revolución». No existió, sin embargo, prueba de la conexión de Kaplán con los socialrevolucionarios, más allá de la denuncia de la tarde del atentado por parte del gobierno.